# Juegos Parasuramericanos
Los Juegos Parasudamericanos o Juegos Parasuramericanos son un evento deportivo multidisciplinario en el que participan atletas de algunos países de América del Sur. Una de las características de los Juegos Parasuramericanos es la de competir en deportes olímpicos como el atletismo y la natación, y también incluir otros que están en el programa de los Juegos Paralímpicos, como el baloncesto en silla de ruedas y el tenis en silla de ruedas.
La primera edición de los Juegos Parasuramericanos se llevó a cabo en Santiago de Chile, capital administrativa de Chile, el 26 de marzo de 2014. Desde aquella oportunidad, los Juegos se realizarán cada cuatro años en diversas ciudades de América del Sur.

## Historia
Los Juegos comenzaron por una iniciativa originada en Chile en 2010 con el ideal de unir el deporte en el subcontinente, sobre todo a deportistas discapacitados de América del Sur. En 2014, la primera edición de los Juegos se realizó en Chile bajo el nombre de Juegos Parasuramericanos de 2014, con sede en Santiago de Chile. En esta I edición de los juegos quien se impuso como vencedora fue Argentina, en segundo término Brasil y en tercer lugar Venezuela.  
Según lo estableció el Comité Paralímpico de las Américas (APC) y el Comité Paralímpico de Chile (Copachi), los Juegos se realizarían cada cuatro años en la misma sede de los Juegos Suramericanos de ese mismo año.

## Sedes
| Año  | Nombre oficial              | Sede             | Sede             | Duración                | Países | Deportes | Atletas    | País ganador |
| ---- | --------------------------- | ---------------- | ---------------- | ----------------------- | ------ | -------- | ---------- | ------------ |
| 2014 | I Juegos Parasuramericanos  | Bandera de Chile | Bandera de Chile | 26 de marzo 30 de marzo | 8      | 7        | 600 aprox. | Argentina    |
| 2014 | I Juegos Parasuramericanos  | Santiago         | Chile            | 26 de marzo 30 de marzo | 8      | 7        | 600 aprox. | Argentina    |
| 2026 | II Juegos Parasuramericanos | Valledupar       | Colombia         | 5 al 15 Julio 2026      |        |          |            |              |

Inicialmente se había establecido que Cochabamba, sede los Juegos Suramericanos de 2018, sería la sede de los Parasuramericanos, sin embargo esto fue descartado y posteriormente Buenos Aires solicitó ser sede en diciembre de 2016, pero la negativa del gobierno a entregar fondos para su realización descartó dicha posibilidad. En marzo de 2018 el Comité Olímpico Boliviano aclaró que nunca solicitaron la sede de los Juegos Parasuramericanos, ante lo cual Santiago de Chile inició las gestiones para volver a albergar las competiciones; sin embargo, el 11 de abril de 2018 el Comité Paralímpico de las Américas confirmó que no se llevarán a cabo los juegos debido al poco tiempo que restaba para poder organizarlos.

### Sedes
Los Juegos Parasuramericanos se han desarrollado en 1 país de América del Sur.
| Año  | País  | Sede |
| ---- | ----- | ---- |
| 2014 | Chile | 1    |

## Países participantes
| País      | 2014 |  | Total |
| --------- | ---- |  | ----- |
| Argentina | X    |  | 1     |
| Brasil    | X    |  | 1     |
| Chile     | X    |  | 1     |
| Colombia  | X    |  | 1     |
| Ecuador   | X    |  | 1     |
| Perú      | X    |  | 1     |
| Uruguay   | X    |  | 1     |
| Venezuela | X    |  | 1     |
| Bolivia   |      |  | 0     |

## Deportes
| Deporte                       | 14 |
| ----------------------------- | -- |
| Atletismo                     | X  |
| Básquetbol en silla de ruedas | X  |
| Bochas                        | X  |
| Levantamiento de pesas        | X  |
| Natación                      | X  |
| Tenis en silla de ruedas      | X  |
| Tenis de mesa                 | X  |
| Total                         | 7  |

## Medallero histórico
| Núm. | País      | Oro | Plata | Bronce | Total |
| ---- | --------- | --- | ----- | ------ | ----- |
| 1    | Argentina | 49  | 37    | 26     | 112   |
| 2    | Brasil    | 47  | 35    | 22     | 104   |
| 3    | Venezuela | 34  | 24    | 21     | 79    |
| 4    | Colombia  | 33  | 43    | 37     | 113   |
| 5    | Chile     | 10  | 16    | 17     | 43    |
| 6    | Ecuador   | 1   | 5     | 3      | 9     |
| 7    | Uruguay   | 0   | 2     | 0      | 2     |
| 8    | Perú      | 0   | 0     | 5      | 5     |